# 杨珏 (1915年)
杨珏（1915年12月—2007年4月9日），山西省乡宁县昌宁镇乌衣巷人。中华人民共和国政治人物。
1937年，参加山西牺盟会，后担任晋东南总工会主席、各界救国联合总会副主席。1942年，后任太行区党委五地委委员、城工部部长兼中共新乡市工委书记。1947年，任太行区党委五地委副书记、书记兼军分区政委，太行区党委委员、宣传部副部长，中共安阳地委书记兼军分区政委。1951年，任中共平原省委委员、秘书长兼省委组织部副部长、平原省委纪委第一副书记。1955年，历任中共河南省委常委、副书记、书记处书记。1965年，任国家经济委员会副主任。1978年，任国家林业总局副局长、林业部副部长，国务院农村发展研究中心副主任。2007年去世。